# 지강헌 인질극
지강헌 사건은 1988년 10월 8일부터 10월 16일에 걸쳐 지강헌을 선두로 한 영등포교도소에 수감되었던 25명 중 12명의 미결수들이 호송 도중 호송 교도관들을 흉기로 위협하고 권총을 빼앗아 집단 탈주하여 그 중 4명이 서울 서대문구의 한 일반 가정집에 침입하여 인질을 두고 경찰과 대치하다가 지강헌 일당 중 지강헌은 저격당한 후 학교에서 나머지, 안광술, 한의철은 권총 자살을 한 사건을 일컫는다. 이 사건에서는 원래 탈주범 중 한 명인 강영일이 동생 강영태한테 보내는 편지에 '유전무죄 무전유죄'라고 쓴다든지, 지강헌은 인질극이 끝나기 직전 두 명의 권총 자살자의 자살을 밝힌 뒤 자신이 좋아하는 록 그룹의 노래를 트는 등의 해프닝이 일어났다. 지강헌 일당은 교도관들이 업무를 소홀히 하자 그 틈을 타 탈출한 것으로 추정되었고, 이 인질극을 바탕으로 한 영화 《홀리데이》가 2006년 1월 19일에 개봉되었다.

## 탈주범 목록
당시 탈주범들의 신원은 다음과 같으며, 나이 및 형량은 1988년 기준이다.
- 손종석 - 당시 21세, 치료감호자. 10월 8일 남태령고개에서 검거.[8]
- 최철호 - 당시 24세, 징역 1년 6월. 10월 8일 미아7동 집앞에서 검거.[8]
- 정호택 - 당시 22세, 공범. 10월 8일 한남동 룸살롱에서 주인의 신고로 검거.[8]
- 김성진 - 당시 23세, 공범. 10월 8일 한남동 룸살롱에서 주인의 신고로 검거.[8]
- 한재식 - 당시 30세, 공범. 10월 8일 한남동 룸살롱에서 주인의 신고로 검거.[8]
- 김동연 - 당시 31세, 징역 15년(1심 형량). MBC 뉴스데스크 방송을 통한 가족들의 애끓는 자수 호소를 받아들여 10월 14일 21시 50분경 자수 의사를 밝힌 직후(21시 40분경) 현장 검사를 나온 경찰에 의해 검거.[9]
- 손동완 - 당시 26세, 징역 7년. 10월 14일 밤에 경찰에 의해 신촌에서 검거.[8][10]
- 강영일 - 당시 21세, 징역 7년, 보호 감호 10년. 10월 17일 마지막 순간에 지강헌의 권유로 자수하려 하나 인질로 벌이던 가정집에 다시 들어오려 하자, 지강헌이 "영일아, 네게 주는 마지막 선물이다. 내 마음을 갖고 가라"며 강영일의 발아래를 총으로 쏘아 못 들어오게 함. 이 후에 인질 중 한 명은 강영일이 가장 나이가 어리고 형기도 짧은편 이어서 지강헌이 강영일을 살리려고 시도한 것 같다고 발언함. 또한 미니버스를 요구함.[6][8][11]
- 김길호 - 당시 21세, 징역 10년. 1990년 7월 1일에 면목3동에서 마지막으로 검거.[8][12]
- 안광술 - 당시 22세, 징역 12년. 자살로 사망. 자세한 내용은 윗 항목 참고[8]
- 한의철 - 당시 20세, 징역 15년. 자살로 사망. 자세한 내용은 윗 항목 참고[8]
- 지강헌 - 당시 35세, 징역 7년 및 보호 감호 10년. 경찰특공대의 진압도중 발사한 두 발의 총에 맞아 병원에서 사망.[8]

## 탄원서
평범하고 단란한 우리 가정에 10월 11일의 새벽은 잊을 수 없습니다.
TV와 라디오를 통해 알고 있는 교도소 탈주자들이 들어왔기 때문입니다.
처음에는 모두 겁은 먹었지만, 이들의 행동은 시간이 흐를수록 부드러워졌습니다.
그러므로 자연스럽게 식사도 커피도 마시게 되었습니다.
전국적으로 국민들의 놀라게 하고 사회적으로 혼란을 가져오게 한 이들 모두는 마땅히 죗값을 치러야 한다고 생각합니다.

(중략)

이들이 가고 난 후 솔직히 우리 네 식구 모두 울었습니다.
무엇 때문에 흐르는 눈물이었는지 모르겠습니다.
정말 죄는 미웠지만 사람은 미워할 수 없었습니다.
이 탄원서를 읽으시고 다시 한 번의 기회를 주셔서 희망의 빛을 벗삼아 세상의 좋은 등대지기가 되게 하시길 간절히 기원합니다.— 인질의 탄원서 中

## 같이 보기
- 지강헌
- 영화 《홀리데이》